# Ostrá lžička
Ostrá lžička je druh ostrého chirurgického nástroje, sloužící k odebírání nevelkých objemů tkáně (například pro biopsii či snímání novotvarů či tenkých vrstev. Použitím se nástroj částečně podobá kyretě, se kterou někdy bývá nesprávně zaměňován. Ostrá lžička má – na rozdíl od kyrety – ostří vybroušené po obvodu (či jiné vhodné křivce) lžícovitého vyhloubení pracovní části.

## Nejobvyklejší modifikace
- lžička Luer-Korte má ostrou část srpkovitě vyhnutou
- lžička Desjardins má vytvořenu „kapsu“, ostří je vytvořeno nad obvodem této „kapsy“
- lžička na žlučovod podle Bakeše má násadu o délce cca 20 cm a neúplné ostří pouze v polovině perimetru
- děložní lžička má násadu v délce cca 30 cm a eliptický tvar pracovní části, která může a nemusí být zaostřená
- pituitrální lžička má ohebnou násadu
- lžička na páteř má pracovní část vysunutu z osy násady
- lžička Volkmann je oboustranná